# Krispy Kreme

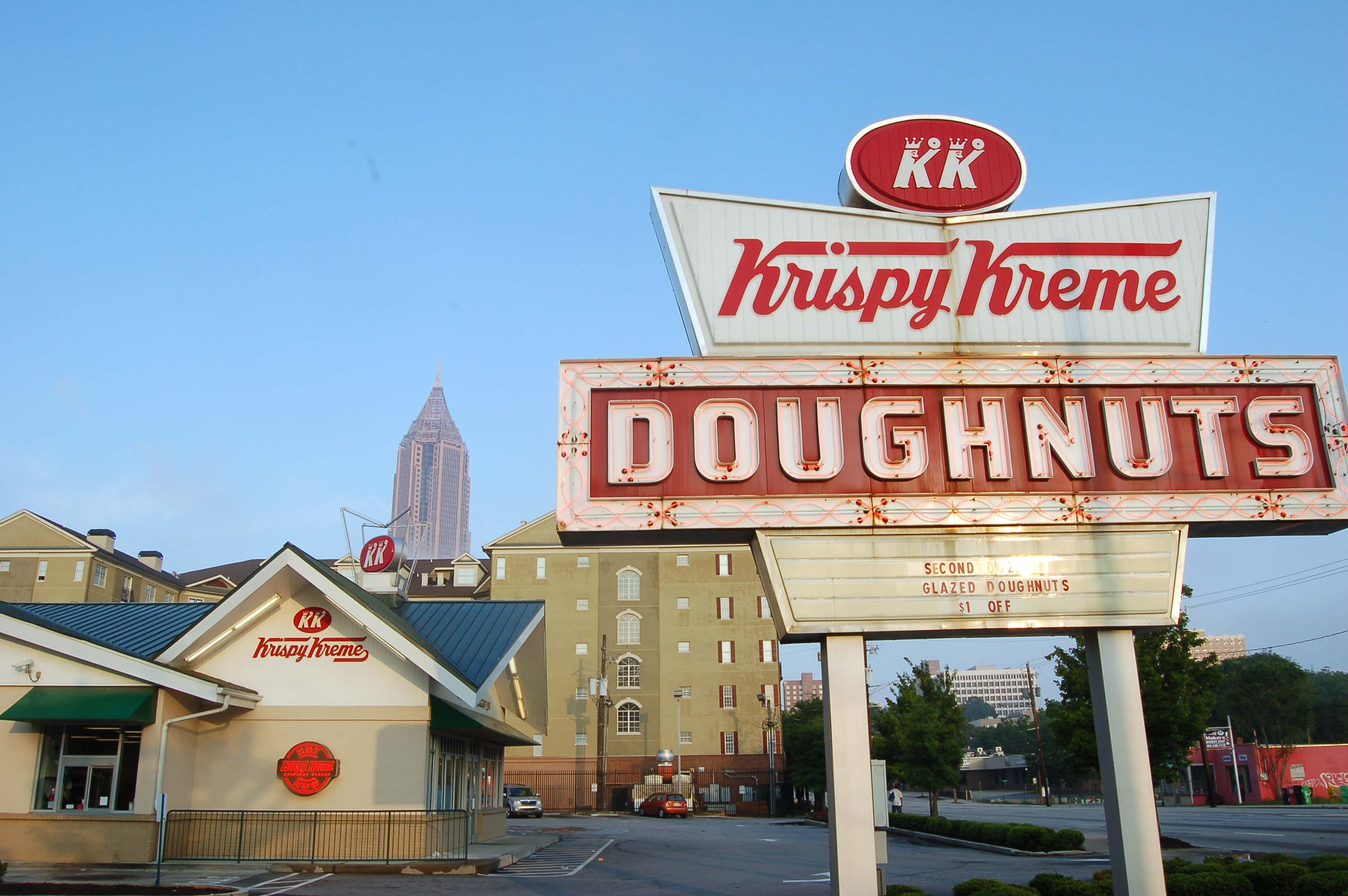
Občerstvení Krispy Kreme v Atlantě

Krispy Kreme je řetězec prodejen s koblihami. Jeho mateřská společnost Krispy Kreme Doughnuts, Inc. sídlí ve Winston-Salemu v Severní Karolíně ve Spojených státech amerických.
Krispy Kreme prodává koblihy, mezi nimi i koblihy s polevou, podávané teplé. Krispy Kreme koblihy se prodávají v supermarketech, obchodech s potravinami, cukrárnách, čerpacích stanicích, amerických obchodech Wal-Mart a Target; supermarketech Loblaws a čerpacích stanicích Petro-Canada v Kanadě; supermarketech Woolworths v Austrálii; supermarketech Tesco a čerpacích stanicích Tesco Extra a Moto ve Spojeném království.